# Rodolfo de Anda
Rodolfo de Anda (Cidade do México, 6 de julho de 1943 - 1 de março de 2010) foi um ator mexicano mais conhecido por seus papéis na televisão em La Gran Aventura Del Zorro e El Pantera.

## Vida e carreira
Rodolfo de Anda era filho do produtor, diretor e ator Raul de Anda. Seu filho é Rodolfo de Anda Jr. e seus irmãos incluem o produtor Raul de Anda Jr. e o diretor, o ator Gilberto de Anda.
Ele começou sua carreira de ator em meados dos anos 1950. A lista de De Anda no IMDB tem mais de 150 entradas de atuação tanto no cinema quanto na televisão, começando com La venganza del Diablo e Echenme al gato. De Anda também estrelou em muitos filmes de faroeste mexicanos conhecidos como rancheras, especialmente nos anos 1960-70, incluindo El zurdo e sua sequência Un hombre peligroso.
Em 1999, ele interpretou o General Ampudia em “One Man's Hero”, estrelado por Tom Berenger e, Príncipe Albert de Mônaco.

## Morte
Rodolfo de Anda morreu em 1º de fevereiro de 2010 de complicações de diabetes e trombose após um derrame na semana anterior.